# Bow Wow (rapero)
Shad Gregory Moss (Columbus, 9 de marzo de 1987) más conocido como Bow Wow (antes Lil Bow Wow), es un rapero, compositor y actor estadounidense.
Lanzó su álbum debut Beware of Dog a los 13 años, entonces bajo el nombre artístico Lil Bow Wow, el cual llevó hasta su álbum Unleashed en 2003. Ya conocido como Bow Wow lanzó dos álbumes más, Wanted en 2005 y The Price of Fame en 2006. En el 2007 lanzó un álbum en colaboración con Omarion, Face Off. En su álbum Underrated colaboraron Will.i.am, Busta Rhymes, Birdman, Rick Ross y Justin Bieber, entre otros.

## Carrera
Bow Wow ha tenido apariciones especiales en la sitcom televisiva de Brandy, Moesha y The Steve Harvey Show, así como en Los hermanos García. Debutó como actor en la película Una pandilla de altura, que fue estrenada el 3 de julio de 2002, en la que interpretó a un joven huérfano que tiene una oportunidad de jugar en la NBA. Antes de Like Mike hizo cameos en All About the Benjamins y "Carmen: a. Hopera Hop". Bow Wow también coprotagonizó junto a Cedric the Entertainer, L. Vanessa Williams y Solange Knowles en Johnson Family Vacation. Desde el éxito de Una pandilla de altura, Bow Wow ha protagonizado varias películas de Hollywood, incluyendo Roll Bounce, The Fast and the Furious: Tokyo Drift y Hurricane Season. También hizo apariciones en Smallville y Ugly Betty. Se unió al elenco de la quinta temporada de la serie de HBO Entourage como Charlie, una promesa de la comedia y cliente más reciente de Eric Murphy. Fue protagonista en una película de comedia de 2010, Lottery Ticket, con Ice Cube. Está trabajando en un documental sobre su vida titulado ¿Quién es Shad Moss? Bow Wow afirmó que el documental sigue la historia de cuando estaba en Death Row Records y será lanzado en 2011. Bow Wow protagonizó la versión cinematográfica de Madea's Big Happy Family, estrenada en abril de 2011.
En 2020, Bow Wow compitió en la tercera temporada de The Masked Singer como «Frog» y terminó en tercer lugar. Aceptó aparecer en el programa porque pensó que sería un buen ensayo antes de encabezar «The Millennium Tour». Encabezó la gira en 2020, 2021 y 2022.

## Asuntos legales
El 28 de marzo de 2012, se anunció que un tribunal ordenó a Bow Wow pagar $ 3,000 al mes en concepto de manutención de niños.
El 2 de octubre de 2012, Bow Wow afirmó que estaba en quiebra y que solo ganaba $ 4,000 dólares al mes y solo tenía $ 1,500 en su cuenta corriente. Sin embargo, al día siguiente firmó para ser uno de los cuatro nuevos coanfitriones de 106 & Park de BET. Más tarde abordaría esto diciendo: 

Una cosa sobre mí, soy un tipo inteligente. Muy inteligente. Las cosas que hago son por razones. Las cosas que no hago son por razones. Entonces, para mí estoy muy cómodo. Para mí, se trata de trabajo. Pero en lo que respecta a los rumores, esas son opiniones de la gente, hasta que me veas en una esquina con una caja de cartón diciendo que voy a bailar claqué por comida o productos enlatados, entonces puedes decir que [estoy arruinado].

.
El 2 de febrero de 2019, Bow Wow fue arrestado en Atlanta, Georgia por agresión después de una pelea con una mujer. En el momento de la detención, ambos sufrieron heridas leves y no estaba claro quién era el agresor, por lo que ambas partes fueron acusadas. Ambos fueron llevados a la cárcel del condado de Fulton, pero Moss fue liberado de la cárcel el sábado por la tarde después de estar detenido con una fianza con firma de $ 8,000.

## Vida personal
Su familia lo apoyó a través de su elección de la música como una carrera. Bow Wow ahora vive en Atlanta, Georgia, junto con su madre, que es propietaria de una tienda de ropa en la zona de la Estación Atlántica de Atlanta, llamado "Sabor". El 7 de julio de 2011 (a los 24 años) Bow Wow demostró que en realidad tiene un hijo, a pesar de que anteriormente lo había negado. Bow Wow reveló que el bebé era una niña, y su nombre es Shai. Además, reveló que su hija nació en abril.
En septiembre de 2020, Bow Wow tuvo su segundo hijo mientras mantenía otra relación.

### Bow Bow Challenge
En 2017, un nuevo reto fotográfico se hizo viral en las redes sociales, llamado «Bow Wow Challenge». Todo empezó con un post de Bow Wow en el que supuestamente retrataba su estilo de vida viajando en un jet privado, pero resultó ser falso, ya que la foto utilizada estaba sacada de la página web de MIA VIP Transportation y era una fotografía de archivo. El reto se hizo muy popular entre la gente que compartía sus fotos engañosas con la etiqueta «bowwowchallenge».

## Discografía
- Beware of Dog (2000)
- Doggy Bag (2001)
- Unleashed (2003)
- Wanted (2005)
- The Price of Fame (2006)
- New Jack City II (2009)
- Underrated (2015)

## Filmografía
- 2002: Like Mike
- 2004: Johnson Family Vacation
- 2005: Roll Bounce
- 2006: The Fast and The Furious: Tokyo Drift
- 2008: Ugly Betty
- 2010: Lottery Ticket
- 2011: Madea's Big Happy Family
- 2011: When I Was 17
- 2012: Allegiance
- 2013: Scary Movie 5
- 2015: Furious 7 (Cameo a lo largo de Tokio)
- 2015: Entourage
- 2021: F9

### Televisión
| Año     | Título                                     | Personake                | Notas                                                                                    |
| ------- | ------------------------------------------ | ------------------------ | ---------------------------------------------------------------------------------------- |
| 2000    | Soul Train                                 | Él mismo                 | Episodio: "Rachelle Ferrell/Changing Faces/Lil Bow Wow Featuring Jermaine Dupri"         |
| 2001    | Showtime at the Apollo                     | Él mismo                 | Episodio: "Lil' Bow Wow/Freddie Ricks"                                                   |
| 2001    | E! True Hollywood Story                    | Él mismo                 | Episodio: "Joan Rivers"                                                                  |
| 2001    | Live & Kicking                             | Él mismo                 | Episodio: "Episode #8.25"                                                                |
| 2001    | The Steve Harvey Show                      | Él mismo                 | Episodio: "No Free Samples"                                                              |
| 2001    | Moesha                                     | Ray-Ray                  | Episodio: "That's My Mama"                                                               |
| 2002    | Soul Train                                 | Él mismo                 | Episodio: "Bow Wow/Raphael Saadiq/Lady May Featuring Blu Cantrell"                       |
| 2003    | Exposed                                    | Él mismo                 | Episodio: "Bow Wow"                                                                      |
| 2003    | Punk'd                                     | Él mismo                 | Episodio: "Episode #2.2" & "#2.4"                                                        |
| 2004    | All That                                   | Él mismo                 | Episodio: "Bow Wow"                                                                      |
| 2005    | My Super Sweet 16                          | Él mismo                 | Episodio: "Sierra"                                                                       |
| 2006    | Smallville                                 | Baern                    | Episodio: "Fallout"                                                                      |
| 2007    | Access Granted                             | Él mismo                 | Invitado recurrente                                                                      |
| 2008    | My Super Sweet 16                          | Él mismo                 | Episodio: "Bow Wow"                                                                      |
| 2008    | Ugly Betty                                 | Él mismo                 | Episodio: "Zero Worship"                                                                 |
| 2008    | Entourage                                  | Charlie                  | Elenco recurrente: Temporada 5, Invitado: Temporada 6                                    |
| 2009    | E.S.L.: Entertainment as a Second Language | Él mismo                 | Episodio: "Bow Wow/Carlos Camacho y Mas!"                                                |
| 2010    | Kourtney and Kim Take Miami                | Él mismo                 | Episodio: "Back in Miami"                                                                |
| 2011–12 | The Secret Life of the American Teenager   | Dante                    | Episodio: "4-1-1" & "Smokin Like a Virgin"                                               |
| 2012–14 | 106 & Park                                 | Presentador              | Elenco invitado: Temporada 9–10                                                          |
| 2013    | Real Husbands of Hollywood                 |                          | Episodio: "Outdated"                                                                     |
| 2015–16 | CSI: Cyber                                 | Brody "Baby Face" Nelson | Elenco principal                                                                         |
| 2017–21 | Growing Up Hip Hop: Atlanta                | Himself                  | Elenco principal                                                                         |
| 2018    | The Hollywood Puppet Show                  | Él mismo                 | Episodio: "Marlon Wayans and Bow Wow"                                                    |
| 2019    | Ridiculousness                             | Él mismo                 | Episodio: "Bow Wow"                                                                      |
| 2020    | The Masked Singer                          | Él mismo/Frog            | Concursante : Temporada 3                                                                |
| 2020    | Growing Up Hip Hop                         | Él mismo                 | Episodio: "Sit Down, Throne Down"                                                        |
| 2022    | I Can See Your Voice                       | Él mismo/Panelista       | Episodio: "Episode 1: Jewel, Bow Wow, Cheyenne Jackson, Cheryl Hines, Adrienne Houghton" |
| 2022    | After Happily Ever After                   | Presentador              | Presentado principal                                                                     |
| 2022    | All Elite Wrestling                        | Él mismo                 | Episodio: "Thanksgiving Eve"                                                             |
| 2023    | Celebrity Game Face                        | Él mismo                 | Episodio: "Real Heavy Hitters of Hollywood"                                              |

## Premios y nominaciones

### Premios BET (BET AWARDS)
- 2001, Opción de Espectadores (Viewer's Choice) "Bow Wow (That's My Name)" (Ganador)
- 2006, Mejor Colaboración (Best Colaboration ) "Like You" (junto a Ciara) (Nominado)
- 2007, Opción de Espectadores (Viewer's Choice) "Shortie Like Mine" (Junto a Chris Brown) (Nominado)

### Billboard Music Awards
- 2001-2015, Mejor Rapero del Año (Rap Single of the Year) "Bow Wow (That's My Name)" (Ganador)

### Billboard R&B/Hip-Hop Awards
- 2004, Mejor cantante R&B/Hip-Hop(Top R&B/Hip-Hop Singles) – Ventas (Sales) "Let's Get Down" (junto a Baby) (Nominado)
- 2006, Mejor Canción de Rap (Hot Rap Track) "Like You" (with Ciara) (Nominado)

### Black Reel Awards
- 2003, Mejor Actuación Revelación (Best Breakthrough Performance) – (Opción de Espectadores) Viewer's Choice: Like Mike (Nominado)

### MTV Video Music Awards Japan
- 2006, Mejor Colaboración (Best Collaboration) "Let Me Hold You" (junto a Omarion) (Nominado)

### NAACP Image Awards
- 2008, Mejor Dúo o Grupo (Outstanding Duo or Group) (junto a Omarion) (Nominado)

### Nickelodeon Kids' Choice Awards
- 2001, Cantante Masculino Favorito (Favorite Male Singer) (Ganador)
- 2006, Cantante Masculino Favorito (Favorite Male Singer) (Nominado)
- 2008, Cantante Masculino Favorito (Favorite Male Singer) (Nominado)

### Soul Train Music Awards
- 2001, Best R&B/Soul or Rap New Artist "Bounce with Me" (with Xscape) (Nominado)

### Teen Choice Awards
- 2007, Choice Music: Male Artist (Nominado)
- 2008, Choice Music: R&B Track "Hey Baby (Jump Off)" (with Omarion) (Nominado)
- 2009, Choice Music: Rap Artist (Nominado)

### Vibe Awards
- 2005, Coolest Collabo "Like You" (with Ciara) (Nominado)

### Young Artist Awards
- 2003, Best Performance in a Feature Film – Leading Young Actor: Like Mike (Nominado)